# Drella’s Dream Drops
Drella's Dream Drops ist eine Dark-Wave-Band, die 1989 von Louis F. Schürmann (Louis F.) und Ulrike Miesen-Schürmann (Angel U.) gegründet wurde.

## Geschichte
Die Band spielte in der Besetzung Gitarre, Keyboards, Gesang zunächst ein Repertoire aus Kompositionen mit hauptsächlich Dark Wave Elementen. Die erste LP "Northern Atmosphere" mit der Flip-Side Hymne "Nico" führte die Band dadurch Anfang der 1990er Jahre über die Grenzen Deutschlands hinaus zu Velvet Underground und Nico Memorial Festivals die seinerzeit z. B. auch in Tschechien den  politischen Wandel unterstützten. 1993 folgte die CD "An Opera of Life" mit rockigen Songs und ausdrucksvollen Balladen. In den folgenden Jahren unterstützten Drella's Dream Drops das Band-Projekt Street Hassle, aus dem die CDs "Poolside Punishment" 1996 sowie "The Moment You Fall In Love" 1999 hervorgingen.
Im Jahre 2001 veröffentlichten Drella's Dream Drops die CD "Harbour Blues", die noch einmal viele rockige Elemente aufwies.
2004 erschien mit "The Remains Of Two Strange Years" eine CD die im Singer/Songwriter Lager für Aufmerksamkeit sorgte. Weitere Band-Projekte von Louis F. prägten dann die nächsten Jahre (u. a. Walzenstuhl, Golden Stone Walls und Canna). Aktuell arbeiten Drella's Dream Drops weiter an einem Songzyklus mit dem Arbeitstitel "Rhythm & Eggs". Die erste CD-Single zu diesem Zyklus erschien im Oktober 2011 mit den Songs "Yearning for Home und "Closing Time", es folgten im Mai 2014 mit der CD-Single "... on a swing ..." die Songs "Ray of Hope", "Early Morning Birds" und "Swinging on a Swing". Ende 2014 begannen die Arbeiten an einer
Meditations-CD, die bereits im Januar 2015 unter dem Titel „Chakren - Meditation“ veröffentlicht wurde. 

## Diskografie
- 1989: LP "Bremen Under Cover" 1 Song-Beitrag
- 1991: LP "Northern Atmosphere"
- 1993: CD "An Opera Of Life" Part I - III
- 1996: CD "Poolside Punishment" Projekt Street Hassle
- 1999: CD "The Moment You Fall In Love" Projekt Street Hassle
- 2001: CD "Harbour Blues"
- 2004: CD "The Remains Of Two Strange Years"
- 2011: CD Single "Yearning for Home" / "Closing Time"
- 2014: CD Single "... on a swing ..."  Songs: "Ray of Hope" " Early Morning Birds" "Swinging on a Swing"
- 2015: CD „Chakren - Meditation“